# Philippe Blasband
Philippe Blasband (nacido el 26 de julio de 1964 en Teherán, Irán) cineasta y escritor belga en lengua francesa, vive en Bruselas y fue alumno de Gaston Compère.

## Obra
- Novelas
  - De cendres et de fumées (1990). Prix Rossel
  - L'Effet-cathédrale (1994)
  - Max et Minnie (1996)
  - Le Livre des Rabinovitch (1998)
  - Johnny Bruxelles (2005)
- Noticias
  - Quand j'étais sumo (Le Castor Astral, 2000)
- Cortometrajes
  - les Vloems (de Frédéric Fonteyne)
  - Bob le déplorable (de Frédéric Fonteyne)
  - Les sept péchés capitaux (de Frédéric Fonteyne)
  - John (1994)
  - Doucement (1997)
  - La Dinde (1999)
  - Joyeux Noël Rachid (2000)
  - La Vie, la Mort et le Foot (2000)
- Largometrajes 
  - Max et Bobo (1998) (de Frédéric Fonteyne)
  - Une Liaison pornographique (1999) (de Frédéric Fonteyne con Sergi López y Nathalie Baye)
  - Thomas est amoureux (2000)
  - Deuxième quinzaine de juillet
  - Le Tango Rashevski (2002)
  - J'ai toujours voulu être une sainte (2002)
  - Renée (2003)
  - Nathalie X (2003)
- Obras de teatro
  - La Lettre des chats
  - Une chose intime
  - Où es-tu Sammy Rebenski ?
  - Jef
  - Le Masque du dragon
  - Les Mangeuses de chocolat
  - L'Invisible
  - Une aventure de Simon Rapoport, guerrier de l'espace
  - Pitch
  - Le Village oublié d'au-delà des montagnes
  - Les sept jours de Simon Labrosse de Carole Fréchette
  - Les milles et une nuits
  - Macbeth à 2
  - Les témoins